# Jane Kaczmarek
Jane Kaczmarek, født 21. december 1955 i Greendale, Wisconsin, er en Emmynomineret amerikansk skuespillerinde som er mest kendt for sin rolle som moren Lois i komedieserien Malcolm i midten. Hun bor i San Marino i Californien.
Hun lagde stemme til Domare Constance Harm i syv afsnit af The Simpsons mellem 2001 og 2007.
Polskamerikanske Kaczmarek studerede teater på University of Wisconsin-Madison. Der blev hun bekent med Tony Shalhoub, som senere skulle blive en kendt skuespiller. De to kom senere til at studere drama på Yale University. Hun har medvirket i flere framgangsrige opsætninger på Broadway, for ekempel Lost in Yonkers og Raised in Captivity, for hvilken hun vandt en LA Drama Critics’ Award for. I sin førsta tv-optræden i 1982, spillede hun Margie Spoletto i For Lovers Only. Hendes første, større rolle var som Linda Bauer i Equal Justice fra 1990-91.

## Privatliv
Den 15 august 1992 giftede Kaczmarek sig med Bradley Whitford. De bor i Los Angeles med sine tre barn: Francis (født 1997), George (født 23. december 1999) og Mary Louisa (født 25. november 2002).